# Pterartoria masarangi
Pterartoria masarangi är en spindelart som först beskrevs av Anna Maria Sibylla Merian 1911.  Pterartoria masarangi ingår i släktet Pterartoria och familjen vargspindlar.
Artens utbredningsområde är Sulawesi. Inga underarter finns listade i Catalogue of Life.